# Главная дворцовая канцелярия
Главная дворцовая канцелярия (не позднее 1712 года (по другим данным в 1721 году) — 1786 год) — центральное государственное учреждение в Российской империи, управляющая в разное время заготовкой продукции, имениями двора и дворцами.
Дворцовая канцелярия, так она называлась до 1746 года, позже добавили прилагательное «Главная», утратила основные функции в соответствии с Губернской реформой 1775 года, и была упразднена в 1786 году. Её функции были переданы Придворной конторе. В качестве отделения имела Дворцовую контору в Москве (в 1728—1732 и 1737—1746 годах — в Санкт-Петербурге). В Санкт-Петербурге располагалась на набережной Невы, следом за вторым Зимним дворцом.

## Подчинение
Подчинялась до 1720-х годов и в 1743—1774 годах непосредственно монархам, в 1720-х годах—1743 и в 1774—1786 годах — Сенату. Находилась в Санкт-Петербурге, а в 1728—1732 и в 1737—1746 годах — в Москве. Внутреннее устройство и порядок её работы определялись Генеральным регламентом 1720 года и штатом Главной дворцовой канцелярии 1773 года.

## Описание
Первоначально осуществляла заготовку продуктов и покупку новых имений для двора, ведала эксплуатацией ряда дворцов. С конца 1720-х годов управляла всем дворцовым хозяйством страны: назначала и сменяла управителей дворцовых имений, обследовала владения и принимала меры к повышению их доходности путём развития. Вела учёт земель, угодий и дворцовых крестьян, хранила крепостные акты на все виды владений. В 1729—1738 годах отвечала за состояние охотничьего хозяйства, перешедшего затем в распоряжение Обер-егермейстерской канцелярии. В её подчинении находились Большого дворца приказ (1724—1728), Конюшенный приказ (1724—1732), местные «дворцовые конторы» – Архангельская, Белгородская, Воронежская, Казанская, Нижегородская, Новгородская и Петергофская и Царскосельская, «вотчинные правления» и другие учреждения, ведавшие дворцовым хозяйством (1728 —1774), губернские дворцовые конторы (1774 — середина 1780-х).

## Заведующий (года)
- Х. В. Миних, обер-гофмейстер (1742 — 1760)[7];
- и другие.

## Ведомство
Главная дворцовая канцелярия (ранее Дворцовая канцелярия) ведала:
- назначением и сменой управителей;
- строительством и содержанием дворцов, церквей, различных зданий и сооружений в Кремле и разных дворцовых имениях, в том числе дела о ремонте кремлевских дворцовых зданий, соборов и церквей, содержании московских дворов царевны Екатерины Ивановны и грузинского царевича Георгия Вахтанговича, устройством мостовых в Кремле, отводе помещения в Лефортовском дворце «российскому театру»;
- содержанием Измайловского зверинца, Семёновского потешного двора, Запасных дворов в Москве (Бережковского, у Красных ворот и за Смоленскими воротами);
- управлением дворцовыми имениями в разных уездах России: в Алатырском (cc. Ардатово, Сергач), Алексинском, Арзамасском, Архангельском, Балахнинском (Городецкая, Керженская, Хохломская волости), Бежецком (Прудовская волость), Белозерском, Великолуцком, Верейском, Владимирском (cc. Вязники, Меленки, Ярополч), Вологодском, Вольновском, Воронежском, Выборгском, Вяземском, Галицком, Гороховецком, Данковском, Казанском, Касимовском, Кашинском, Кексгольмском, Кинешемском (с. Вичуга), Козельском, Коломенском, Копорском, Костромском (с. Красное, Плесская слобода), Медынском, Михайловском, Можайском, Московском (cc. Алексеевское, Беседы, Братовщина, Воздвиженское, Воробьево, Измайлово, Коломенское, Люберцы, Мячково, Остров, Покровское-Рубцово, Преображенское, Семеновское, Софьино), Муромском, Нижегородском (cc. Княгинино, Мурашкино), Новгородском, Новоторжском, Оболенском, Обоянском, Орловском, Пензенском (с. Труево), Переславль-Залесском, Переславль-Рязанском (с. Белоомут), Пошехонском, Псковском, Ростовском, Ряжском, Самарском, Саратовском (с. Золотое), Севском (Комарицкая волость), Серпуховском, Симбирском (с. Молыковка), Смоленском (cc. Духовщина, Ельня, Касим, Красное, Поречье), Тамбовском (cc. Кирсанове, Морша, Рассказово), Темниковском (Красная слобода, Наровчатское городище, Троицкий острог), Трубчевском, Углицком (Рыбная слобода), Уржумском, Уфимском (Бирск), Царевосанчурском, Чугуевском, Юрьевецком (Пучежская слобода), Яранском, Ямбургском, Ярославском (cc. Брейтово и Черкасово);
- мызами Воронской, Высоцкой, Гостилицкой, Домашевской, Зарецкой, Копорской, Хатунской;
- состоянием хозяйства дворцовых имений и мыз;
- межевании земель, денежных и натуральных сборах с крестьян, оброчных статьях;
- посевами и урожаями хлебов, в том числе о собранном в дворцовых мызах десятинном хлебе, скотоводством (в том числе о закупкой холмогорских коров), огородничеством, садоводством (в том числе виноградарством в Чугуеве), пчеловодством;
- рыбными ловлями;
- заготовкой и поставкой съестных припасов ко двору;
- управлением Дровяным, Запасном, Кормовом, Сытном дворах и Овощной палате;
- Богородским бумажным, Воробьевским кирпичным, Жабинским и Ямбургским стекольным, Тамбовским, Троицко-Острожским и Трубниковским винокуренным заводами;
- и так далее.